# 日本とサンマリノの関係
本項では、日本とサンマリノの関係（イタリア語: Relazioni bilaterali tra Giappone e San Marino、英語: Japan–San Marino relations）について述べる。

## 歴史

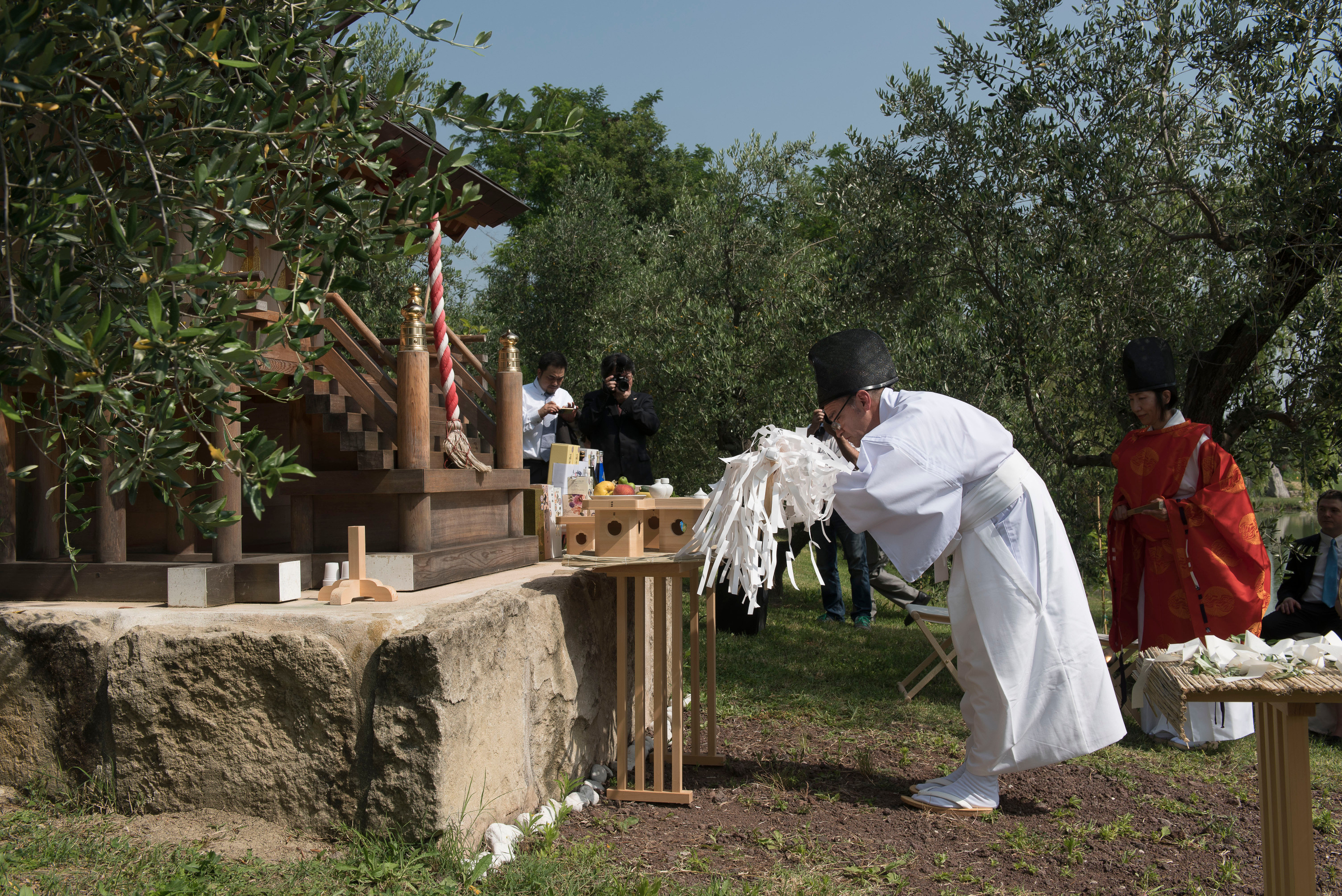
サンマリノ神社で神道の儀式を執り行う現地人の宮司フランチェスコ・ブリガンテ（2016年12月23日）

日本の建国は『日本書紀』の記述に基くと紀元前660年、サンマリノの建国は伝説によると301年であり、両国ともに長い歴史を持っている。
ただし、両国の間で二国間関係が樹立されたのは20世紀後半になってからで、1961年に領事関係が開設され、1996年11月に外交関係が開設されたばかりである。
正式な外交関係が開設される前の1984年に徳仁親王（当時。令和時代の天皇）が、1987年に福田赳夫元首相がサンマリノを訪問している。
2011年3月11日、日本の東北地方を中心に東日本大震災が発生。同年、この震災による犠牲者を追悼するために、ヨーロッパ史上初となる神道式神社をサンマリノに建てることが日本サンマリノ友好協会（JSFS）によって発案され、2014年6月22日、サンマリノのセラヴァッレに「サンマリノ神社」として建立された。
2025年5月、サンマリノのブロンゼッティ、リーギ両執政が皇居を訪問、徳仁天皇と会見した。

## 外交年表
- 1956年、日本が国際連合に正式加盟[6]。
- 1961年、領事関係が開設[3]。
- 1962年、名誉総領事の交換を開始[3]。
- 1992年、サンマリノが国際連合に正式加盟[6]。
- 1996年11月、外交関係が開設[3]。
- 1999年3月、在東京サンマリノ総領事館が開設[3]。
- 2002年12月、在東京サンマリノ総領事館が閉鎖[3]。
- 2002年12月、在日本サンマリノ大使館が開設され[3]、初代駐日大使が着任[7]。
- 2004年6月、在神戸名誉領事館が開設[3]。

## 外交使節

### 駐サンマリノ日本大使
駐イタリア日本大使が兼轄

### 駐日サンマリノ大使
1. マンリオ・カデロ（2002年 - [8]、信任状捧呈は同年12月16日[7]）